# Занегина, Ада
́Ада Зане́гина (Аде́ль Алекса́ндровна Зане́гина, в замужестве Вороне́ц) (род. 1936) — в период Великой Отечественной войны шестилетняя девочка, ставшая известной тем, что пожертвовала свои сбережения на постройку танка «Малютка».

## Биография
Отец Ады, кадровый военный, танкист ушёл на фронт в первый день Великой Отечественной войны. Девочка проживала с матерью в г. Сычёвка Смоленской области. При приближении немецких войск мама Ады вместе с дочкой эвакуировались на Урал, в посёлок Марьяновка Омкого края.
Любимая игрушка Ады — поросёнок в чемоданчике — была потеряна под бомбёжкой на Смоленщине.
25 февраля 1943 года в газете «Омская правда» было опубликовано письмо Ады:
Я — Ада Занегина. Мне 6 лет. Пишу по-печатному. Гитлер выгнал меня из города Сычевки, Смоленской области. Я хочу домой. Маленькая я, а знаю, что надо разбить Гитлера и тогда поедем домой. Мама отдала деньги на танки. Я собрала на куклу 122 рубля 25 копеек. А теперь отдаю их на танк. Дорогой дядя редактор! Напишите в своей газете всем маленьким детям, чтобы они тоже свои деньги отдали на танк. И назовем его «Малютка». Когда наш танк разобьет Гитлера, мы поедем домой. Ада.
Письмо вызвало массовый отклик. В отделении Госбанка СССР по Омской области был открыт специальный счёт № 350035 для средств, собранных детьми на танк. На протяжении двух месяцев «Омская правда» публиковала письма других омских детей, присоединившихся к инциативе Ады. Всего было собрано и перечислено в Фонд обороны 160 886 рублей; Омское гороно направило Верховному Главнокомандующему телеграмму, в которой сообщалось, что дошкольниками Омска собраны денежные средства на постройку танка, который они просят назвать «Малютка». В мае 1943 года на эту телеграмму пришёл ответ от Верховного Главнокомандующего:
Прошу передать дошкольникам города Омска, собравшим на строительство танка «Малютка» 160886 рублей, мой горячий привет и благодарность Красной Армии.
Верховный Главнокомандующий Маршал Советского Союза И. Сталин.
После войны проживала в г. Электросталь Московской области.
В 1975 году Адель Александровна была приглашена красными следопытами Омского дворца пионеров на празднование 30-летия Победы в Омск, где встретилась с водителем-механиком танка «Малютка» Е. А. Петлюк. В дальнейшем неоднократно приглашалась выступить перед молодёжью — так, 5 мая 2022 года Адель Александровна встретилась со учениками школы №43 города Владимира.

## Семья
- Мать: Полина Терентьевна Занегина[4][13]
- Отец: Александр Ефимович Занегин[13]
- Сестра: Анна[14]

## Память
- В 2024 году киностудией Artel Film Production снят короткометражный фильм «Малютка» проекта «Про людей и про войну», посвящённый Аде Занегиной и её письму в газету.

### Комментарии
1. 1 2  Суммы указаны в рублях СССР того времени, то есть до деноминации 1961 года.
2. ↑  На момент написания статьи первоисточника (собственно телеграммы) обнаружить не удалось; самое раннее цитирование телеграммы Сталина в доступных вторичных источниках обнаружено в Муратов, 1983